# Iván Garrido Ciaurriz
Iván Garrido Ciaurriz (Calahorra, La Rioja, España, 1 de noviembre de 1994) conocido deportivamente como Iván Garrido o Garri, es un futbolista español que juega como extremo izquierdo. Actualmente forma parte del Namdhari FC de la I-League.

## Trayectoria deportiva
Los primeros pasos de Iván en el balompié fueron en clubes base de La Rioja. Entró en la cantera de la UD Logroñes donde con solo dieciséis años debutó y anotó su primer tanto en categoría nacional de Tercera División de España con la Unión Deportiva Logroñés "B" en la victoria por 5-0 ante CD Bañuelos.
Al curso siguiente ficha por el Club Deportivo Berceo U19 para competir en la División de Honor Juvenil de España y en la temporada 2013/2014, en su último año como juvenil, firma por el Club Deportivo Alfaro de la Tercera División de España - Grupo XVI finalizando en sexta posición.
Para la temporada 2014/2015 recala en el Club Deportivo Calahorra, del mismo grupo y categoría nacional, donde anota seis tantos y como segundo clasificado disputa el play off de ascenso a Segunda División B de España.
En verano de 2015 firma por una campaña en el Club Deportivo Izarra de Segunda División B de España disputando veintiséis encuentros oficiales y marcando cuatro goles en su debut en la categoría de bronce del fútbol español.
En la temporada 2016/2017 pasó a formar parte de las filas del CD Lealtad de la Segunda División B de España en donde militó por dos cursos.
Al comienzo de la temporada 2018/2019 regresa a la filas del Club Deportivo Izarra para seguir compitiendo en Segunda División B de España y disputando dieciséis encuentros hasta el mercado invernal de ese curso, cuando en enero de 2019 firma por el Unionistas de Salamanca CF de igual categoría en el que militó por dos campañas con cuarenta y cuatro encuentros oficiales disputados. En ese último curso alcanza la tercera ronda de la Copa del Rey midiéndose ante el Real Madrid Club de Fútbol de Primera División de España con resultado 1-3 favorable para el conjunto blanco.
En julio de 2020 firma por un campaña con el Club Haro Deportivo del grupo segundo de la Segunda División B de España llegando a disputar veintiún encuentros entre liga y Copa del Rey donde anotó el tanto que supuso el pase de ronda para medirse al Rayo Vallecano de Madrid con resultado favorable 1-3 para el conjunto madrileño.
De cara a la temporada 2021/2022 firma contrato con Atlètic Club d'Escaldes de la Primera División de Andorra haciendo su debut profesional en el encuentro correspondiente a la segunda jornada de liga ante el Inter Club d'Escaldes con empate a cero final. Ese mismo año además de acabar cuarto clasificado de la competición, se proclama campeón de la Copa Constitució, premiado además como mejor jugador de la final, consiguiendo de esa manera su primer título nacional y la consecuente clasificación a la ronda previa de la UEFA Europa Conference League.

## Carrera deportiva

### Clubes
| Club                       | País    | Año       |
| -------------------------- | ------- | --------- |
| CD Alfaro                  | España  | 2013-2014 |
| CD Calahorra               | España  | 2014-2015 |
| CD Izarra                  | España  | 2015-2016 |
| CD Lealtad                 | España  | 2016-2018 |
| Club Deportivo Izarra      | España  | 2018-2019 |
| Unionistas de Salamanca CF | España  | 2019-2020 |
| Club Haro Deportivo        | España  | 2020-2021 |
| Atlètic Club d'Escaldes    | Andorra | 2021-2022 |
| Bergantiños FC             | España  | 2022-2023 |
| FC Santa Coloma            | Andorra | 2023-2024 |
| Namdhari FC                | India   | 2024-     |

## Palmarés

### Títulos nacionales
| Título           | Club                    | País    | Año  |
| ---------------- | ----------------------- | ------- | ---- |
| Copa Constitució | Atlètic Club d'Escaldes | Andorra | 2022 |